# Greg Surmacz
Greg Surmacz (ur. 13 maja 1985 we Wrocławiu jako Grzegorz Surmacz) – kanadyjski koszykarz posiadający również polskie obywatelstwo, występujący na pozycjach silnego lub niskiego skrzydłowego.

## Życiorys
Greg Surmacz urodził się 13 maja 1985 we Wrocławiu jako Grzegorz Surmacz, jednak w wieku 2 lat wyjechał za ocean. Tam też rozpoczął swoją koszykarską karierę. W latach 2003–2004 grał w barwach szkolnej drużyny koszykarskiej Peterborough. W sezonie 2005-2006 reprezentował barwy Kirkwood Junior College, natomiast kolejne 3 lata spędził na uniwersytecie Windsor (w ostatnim sezonie 21 punktów na mecz). W 2009 reprezentował Kanadę na Uniwersjadzie (jego drużyna zajęła 9. miejsce, a on wystąpił w 6 meczach notując średnio 8,2 punktu oraz 4,3 zbiórki). W sierpniu 2009 podpisał kontrakt z AZS Koszalin. W swoim pierwszym klubie w Europie, Surmacz był zmiennikiem amerykańskiego zawodnika, George’a Reese’a. Łącznie wystąpił w 29 ligowych spotkaniach (w tym 11 w pierwszej piątce), notując średnio 5,2 punktu oraz 3,1 zbiórki na mecz. Z koszalińskim klubem zakończył rozgrywki na 6. miejscu, zdobywając także swoje pierwsze trofeum w karierze - Puchar Polski. 11 czerwca 2010 przeniósł się do PBG Basketu Poznań. W sezonie 2011/2012 ponownie występował w AZS Koszalin. W 2012 wrócił do Kanady podpisując kontrakt z zespołem Windsor Express. Sezon 2014/2015 rozpoczął w Polsce z zespołem Anwilu Włocławek.
30 lipca 2015 został zawodnikiem Trefla Sopot. 30 listopada jego kontrakt został rozwiązany za porozumieniem stron. 19 grudnia związał się z zespołem Energi Czarnych Słupsk.
4 lipca 2017 został zawodnikiem BM Slam Stali Ostrów Wielkopolski. 6 lipca 2018 po raz trzeci w karierze podpisał umowę z AZS-em Koszalin.
20 sierpnia 2019 zawarł drugi w karierze kontrakt z BM Slam Stalą Ostrów Wielkopolski. 14 października opuścił klub.
24 lutego 2020 został zawodnikiem Polpharmy Starogard Gdański.
18 sierpnia 2021 ogłosił zakończenie kariery.

## Osiągnięcia
Stan na 24 lutego 2020, na podstawie, o ile nie zaznaczono inaczej.
Drużynowe
- Wicemistrz Polski (2018)[13]
- Brązowy medalista mistrzostw Polski (2016)[14]
- Zdobywca Pucharu Polski (2010)
- Finalista superpucharu Polski (2019)[15]

Indywidualne
- Zaliczony do I składu NBL All-Canada (2013)
- Uczestnik meczu gwiazd NBL (2013)

Reprezentacja
- Uczestnik uniwersjady (2009)

## Statystyki podczas występów w PLK
| Sezon     | Drużyna           | M  | S5 | MPG  | FG% | 3P% | FT% | RPG | APG | SPG | BPG | PPG |
| --------- | ----------------- | -- | -- | ---- | --- | --- | --- | --- | --- | --- | --- | --- |
| 2009/2010 | AZS Koszalin      | 29 | 11 | 17,2 | 40% | 13% | 62% | 3,1 | 0,6 | 0,4 | 0,1 | 5,2 |
| 2010/2011 | PBG Basket Poznań | 27 | 8  | 14,0 | 39% | 22% | 32% | 2,4 | 0,5 | 0,5 | 0,3 | 3,3 |
| 2011/2012 | AZS Koszalin      | 29 | 6  | 15,2 | 49% | 34% | 58% | 2,1 | 0,4 | 0,4 | 0,1 | 5,1 |
| 2014/2015 | Anwil Włocławek   | 30 | 27 | 25,6 | 43% | 37% | 50% | 4,5 | 0,9 | 0,4 | 0,3 | 8,1 |